# الزعلا (النادرة)

تعديل مصدري - تعديل

الزعلا محلة تابعة لقرية الصوبة، التابعة لعزلة حدة بمديرية النادرة إحدى مديريات محافظة إب في الجمهورية اليمنية، بلغ تعداد سكانها 65 حسب تعداد اليمن لعام 2004.